# Mož s prešitim rokavom
Mož s prešitim rokavom je slika beneškega slikarja Tiziana iz Narodne galerije iz Londona iz leta 1510 , ki meri 81,2 za 66,3 centimetra. Čeprav je bila kakovost slike vedno pohvaljena, se je veliko razpravljalo o identiteti modela. Dolgo se je mislilo, da gre za portret Ariosta, nato avtoportret, vendar ga leta 2017 galerija imenuje Portret Gerolama (?) Barbariga, ki so ga poimenovali tudi samo Portret moža , naslov, uporabljen tukaj , Mož z modrim rokavom , in nedvomno druge različice.
Postavitev parapeta, nizkega lesenega ali kamnitega praga ali police med motiv in gledalca je pogosta značilnost zgodnjerenesančnih italijanskih portretov kot koristen način reševanja »glavne kompozicijske težave« portretov v manj kot celopostavni obliki, kako »opravičiti rezanje figure«. S tem, ko je načrtno z velikim rokavom nekoliko presegel parapet, 'podre' običajni pregradni učinek in tako prinese prostor slike v »gledalčev prostor«. Obračajoča poza z rahlo obrnjeno glavo in obrvjo, ki se zdi dvignjena, natanko na polovici kompozicije, doda življenje in dramatičnost. »Široko spiralno gibanje v globini glave in rok« kažejo, da se je Tizian zavedal sodobnega razvoja slikarstva v Firencah. Rokav je briljantno naslikan in »spajanje senčnih delov figure s sivim ozračjem ozadja ... je med najbolj inovativnimi in vplivnimi vidiki slike«.
Slika prihaja iz ključnega obdobja v razvoju italijanskega renesančnega portreta, ki so ga takrat vodile Benetke. Po besedah Johna Steerja Tizian ohrani »razpoloženje splošne notranje skrivnosti«, ki ga je Giorgione prinesel na svoje portrete (ki morda ne predstavljajo posameznikov, ki so naročili sliko), ampak z novo silo in realizmom prikazuje osebnost in »fizično zagotovilo« modela. Do neke mere je »goreč pogled« te in drugih osebnosti sprejet na slikah verskih tem.
Pozo si je na dveh avtoportretih sposodil Rembrandt, ki je sliko (ali kopijo) videl v Amsterdamu. Kmalu zatem se je očitno prek Francije slika preselila v Anglijo. V Narodno galerijo je prišla leta 1904 kot NG1944, leta 2017 pa je bila na ogled v sobi 2.

## Pripis, datacija in stanje
Pripisovanje in datiranje dela temeljita na njegovem slogu, dvoumnem podpisu in primerjavi z drugimi Tizianovimi deli, kot je La Schiavona. Vsi določeni datumi so bili v obdobju približno 1509–1512; slika v muzeju Ermitaž, ki je »očitno navdihnjena z njo«, je datirana leta 1512. Po besedah Nicholasa Pennyja je Mož s prešitim rokavom morda Tizianov najstarejši portret, razen Malteškega viteza v Uffiziju.
Široko razmaknjene črke T V izgledajo kot vklesane v kamniti parapet na obeh straneh tulca s trikotnimi pikami okoli njih. Običajno jih jemljejo kot začetnice Tiziana (ime mu je bilo Tiziano Vecellio), čeprav je v infrardeči refleksiji viden drugi V, zato je slika nekoč lahko nosila skrivnostno kratico VV. To se pojavlja na različnih beneških portretih približno tega datuma, vključno z nekaterimi deli, ki so jih pripisali Giorgioneju, na primer Giustinianijev portret ali Gospod s knjigo, pa tudi Tizianovo La Schiavona. Kot pomen so predlagana različna moralna gesla, na primer virtus vincit (omnia) ('vrlina premaga vse'). VV se običajno ne šteje za podpis, toda TV je lahko Tizianov. Pred čiščenjem in restavriranjem je bil podpis dodan s poznejšo roko, tako da je prebral TITIANUS in monogram s prekrivajočimi se črkami TV. Kot mnoge druge, je bila slika včasih pripisana Giorgioneju, tudi v 20. stoletje.
Slika je bila očiščena leta 1949, ko so bili prebarvani kasnejši deli podpisa. Modri rokav je dobro ohranjen, deli obraza in predel okoli roke so odrgnjeni, parapet pa je obširno obnovljen.  Fine rdeče črte, ki predstavljajo niti v tkanini rokava, so zdaj zbledele, učinek vdolbinic in gub na površini pa se nekoliko zmanjša z 'blanširanjem', ki zmanjša njihov kontrast glede na preostali del rokava. Znanstveno slikanje razkriva le malo zelo prepričljive podrisbe.

## Identiteta modela
Vsaj od 1630-ih do konca 19. stoletja naj bi bil portret pesnika Ludovica Ariosta, vendar ga vsi sodobni kritiki zavračajo. Tudi ko je leta 1904 prišel v Narodno galerijo, je bil le 'okvirno' tako identificiran, saj ni podoben drugim portretom Ariosta, kot je (verjetno) eden Palme Vecchia tudi v Galeriji.
Prvič je bilo predlagano leta 1895 (Jean Paul Richter), da prikazuje moškega iz družine Barbarigo kot Tizianov portret »gospoda iz hiše Barbarigo', [umetnikovega] prijatelja, ki ga je zelo spoštoval«, »v dubletu posrebrenega satena« je opisal Vasari v svojem Tizianovem življenju. Družina je bila takrat na vrhuncu svoje moči in je med letoma 1485–1501 dala dva beneška doža. 
Identifikacija Barberio je naletela na nekaj odpora. Charles Hope, ki je pregledal razstavo, vključno kos v Narodni galeriji v London Review of Books, je zaključil, da so trditve o zgodnjem Tizianu še vedno preveč špekulativne, in vprašal: »Zakaj ne bi priznali, da o beneškem slikarstvu v prvem desetletju 16. stoletja še vedno ne vemo prav veliko, namesto da bi se pretvarjali z znanjem, ki ga ne premoremo?«  Kljub temu je to teorijo v naslovu, ki so ga uporabili leta 2017, podprla Narodna galerija; Gerolamo Barberigo, ki je bil leta 1509 v času, ko je bil portret narejen, star trideset let, je bil izbran za najverjetnejšega člana družine, ki ga bodo predstavili. Trideset je bila starost, ko so se patricijski beneški možje kvalificirali za pomembne politične vloge in morda dober trenutek za naročanje portreta. Obstaja še en portret v gradu Alnwick, ki ga po navadi pripisujejo Palmi Vecchiu, na katerem je lahko enak model, prav tako lahko tudi Tizian.
Cecil Gould in Kenneth Clark sta mislila, da je slika Tizianov avtoportret; ni nobenega drugega pred njegovo starostjo, s katerim bi lahko primerjali podobnost. Poza je primerna za desničarskega umetnika, ki se slika v ogledalu, dnevna konveksna ogledala pa so morda nekoliko podaljšala obraz in so bila posledica rahlo vzvišenega predmeta, ki je videti, da na gledalca gleda navzdol. Na tem mestu svoje kariere je Tizian postal znan kot portretni slikar in morda bi želel svoje veščine oglaševati bodočim strankam, če bi jim lahko pokazal avtoportret.
Rembrandt je sliko videl v Amsterdamu in naslednje leto kopiral pozo v sliki Avtoportret pri 34 letih (tudi Narodna galerija), pa tudi v jedkanici avtoportreta iz leta 1639, Avtoportret naslonjen na okensko polico (Bartsch številka B21 ). Pri obeh, tako kot pri mnogih drugih njegovih avtoportretih, je njegov kostum v marsičem bolj iz Tizianovega obdobja kot njegov lastni.

## Poreklo
Delo ali morebiti kopija je bilo del zbirke Alfonsa Lopeza, trgovca z umetninami v Amsterdamu leta 1639, kjer bi ga Rembrandt videl, in je bilo gravirano, z vpisano identifikacijo kot Ariosto. Še vedno identificiran kot Ariosto, je bilo decembra 1641 prodano v Parizu, prijateljem pa je bilo napisano pismo, ki naj bi Anthonisu van Dycku svetoval, naj ga proda, in ga pohvalil. Van Dyck se je morda dogovoril, da ga bo kupil, a je bil že mrtev, preden je prispel, saj je umrl v Londonu 9. decembra 1641. Toda v popisu njegove posesti je omenjen Tizianov portret Ariosta. Verjetno ga je kupil Karel I. - Tizianov portret Ariosta je bil leta 1644 naveden v katalogu njegovega blaga, morda iz posesti Van Dycka.
Prvi določeni videz sedanje slike je bil v zbirki Johna Bligha, 4. grofa Darnleyja v Cobham Hallu do leta 1824; on in njegovi nasledniki so jo večkrat razstavili v British Institution, na razstavi Art Art Treasures, Manchester 1857 in na Royal Academy, in postala je znana, tako kot različica nekoč v Mentmore Towers, ki se zdaj šteje za kopijo.
Prodana je bila siru Georgeu Donaldsonu leta 1904. Po nekaj pogajanjih jo je Narodna galerija od Donaldsona kupila za 30.000 funtov, ceno, ki jo je zanjo plačala, s prispevki lorda Iveagha, Waldorfa Astorja, Johna Pierponta Morgana, Alfreda Beita, vlade in drugih. Prodaja je pomenila nekaj prelomnega po dveh desetletjih ali več, ko je bilo izjemnim delom iz aristokratskih britanskih zbirk dovoljeno prečkati Atlantik, čeprav je bil leta 1890 precedens z vladno subvencijo v višini 25.000 funtov za skupino, kupljeno pri grofu Radnorju, vključno s Holbeinovimi Ambasadorji. Podobni dogovori bi v Narodno galerijo prinesli Holbeinov Portret Christine z Danskega (1909, 72.000 funtov) in Jana Gossaerta Poklonitev kraljev (1911, 40.000 funtov).